# Zoophagus
Zoophagus — рід грибів родини Zoopagaceae. Назва вперше опублікована 1911 року.

## Класифікація
До роду Zoophagus відносять 5 видів:
- Zoophagus cornus
- Zoophagus insidians
- Zoophagus pectosporus
- Zoophagus tentaculum
- Zoophagus tylopagus